# تلفیق دارویی
تلفیق دارویی   عبارتست از فرایندی که بر طبق آن، از به‌روز رسانی فهرست داروهای بیماران بستری در بیمارستان تا سر حد امکان اطمینان حاصل شود؛ این فرایند عموماً توسط داروسازان انجام می‌پذیرد، و اطلاعات مربوطه در جهت اعمال این خدمت نیز از منابع متعددی مانند بیمار، همراهان و  بستگان وی، و همچنین پزشک مراقبتهای اولیه استخراج می شود.
در بریتانیا، دستورالعمل‌های انجام تلفیق دارویی توسط مؤسسه ملی تعالی سلامت و مراقبت (به اختصار NICE) در همکاری با آژانس ملی ایمنی بیمار تدوین می‌گردد.

## تعاریف
اگرچه مفهوم کلی فرایند تلفیق دارویی شفاف بوده و بر ضرورت بهینه‌سازی ایمنی دارویی بیمار در حین تغییر مراقبت‌های درمانی تأکید دارد، با این‌حال نظر به اهمیت موضوع، تعاریف متعددی توسط نهادهای بین‌الملی برای تلفیق دارویی ارائه شده‎است:

### تعریف سازمان جهانی بهداشت
فرایند رسمی تعامل بین متخصصین مراقبتهای سلامت و بیمار در جهت حصول اطمینان از انتقال صحیح و کامل اطلاعات دارویی در حین تغییر مراقبتهای درمانی.

### تعریف کمسیون مشترک[انگلیسی ۵]
فرایند مقایسه داروهای تجویزی، با کلیه داروهای مصرفی بیمار.

### تعریف مؤسسه بهبود مراقبهای سلامت[انگلیسی ۶]
فرایند تهیه صحیح‌ترین فهرست ممکن از کلیه داروهای مصرفی بیمار و مقایسه آن با فهرست داروهای تجویز شده برای بیمار در حین پذیرش، انتقال بین‌بخشی یا ترخیص، با این هدف که در کلیه سطوح انتقالی بیمار در بیمارستان، داروهای صحیح مورد استفاده بیمار واقع گردد.

## تاریخچه
اصطلاح تلفیق دارویی نخستین‌بار در سال ۲۰۰۵ توسط کمیسیون مشترک اعتباربخشی سازمان‌های مراقبت سلامت در قالب سنجه‌های اعتباربخشی مراکز بیمارستانی ارائه گردید؛ با این‌حال نظر به دشواری‌های اجرای سیستماتیک این فرایند، سنجه مزبور در سال ۲۰۰۹ از الزامات اعتباربخشی خارج شد؛ این در حالیست که در سال ۲۰۱۱ فرایند مزبور مجدداً در طرح اهداف ملی ایمنی بیمار  وارد شد.

## اهمیت
بر طبق پژوهش‌های صورت‌گرفته، بیماران بستری در بیمارستان به‌طور متوسط دست‌کم یک خطای دارویی را در روز تجربه می‌کنند؛ بیش از چهل درصد این خطاهای دارویی با انجام فرایند تلفیق دارویی در حین پذیرش، انتقال بین‌بخشی و ترخیص بیماران قابل‌پیشگیری می‌باشد. مطالعات نشان می‌دهد به‌طور متوسط بین داروهای تجویز شده در حین پذیرش به بیمارستان و فهرست صحیح داروهای بیمار ۲۰ درصد ناهمخوانی وجود دارد؛ در ۱۱ درصد موارد، داروهای مزمن بیماران پس از جراحی‌های الکتیو متوقف می‌شوند؛ این رقم برای بیماران پذیرش شده در بخش مراقبت‌های ویژه به ۳۳ درصد می‌رسد؛ رایج‌ترین داروهای حذف‌شده اسپری‌های استنشاقی و مسکن‌ها می‌باشند. مداخلات داروسازان در این‌خصوص در راستای مستندسازی و اصلاح ناهمخوانی‌های دارویی انجام می‌پذیرد.

## تلفیق دارویی در ایران
فرایند تلفیق دارویی در ایران برای نخستین بار در سال ۱۳۹۶، در ویرایش سوم کتاب ارزش نسبی خدمات و مراقبتهای سلامت (ابلاغی توسط وزارت بهداشت، درمان و آموزش پزشکی) شناسنامه‌دار شد (کد ملی خدمت: ۹۰۲۰۲۶؛ ارزش نسبی خدمت: چهار کا)؛ همچنین امکان پوشش مشروط بیمه نیز برای این فرایند تعریف گردید.

## واژه‌نامه
1. ↑  Medicines Reconciliation | Medication Reconciliation
2. ↑  primary care physician
3. ↑  National Institute for Health and Care Excellence
4. ↑  National Patient Safety Agency.
5. ↑  The Joint Commission
6. ↑  Institute for Healthcare Improvement
7. ↑  National Patient Safety Goal